# Aeropuerto Capitán Av. Selin Zeitun López
El Aeropuerto Capitán de Aviación Selin Zeitun López (IATA: RIB, OACI: SLRI) es un aeropuerto público ubicado en la localidad de Riberalta, Beni, Bolivia un aeropuerto pequeño que fue demolido en 2017 e construido una nueva terminal en 2018.

## Aerolíneas y destinos
| Aerolíneas            | Destinos             |
| --------------------- | -------------------- |
| Ecojet                | Santa Cruz, Trinidad |
| Boliviana de Aviación | La Paz, Cochabamba   |

## Accidentes e incidentes
- El 3 de noviembre de 2013, el vuelo 25 de la ex aerolínea Aerocon se estrelló en el aeropuerto por mal clima y viento cortante lo que provocó que el avión se vuelque y se incendie dejando un total de 10 muertos y 8 sobrevivientes, el avión fue un Fairchild Swearingen Metroliner.

- El 29 de marzo de 2018, un vuelo de la ex aerolínea Amaszonas, también un Fairchild Swearingen Metroliner con registro CP-2459 sufrió un accidente al chocar con pájaros y caerse cerca de la carretera, sin embargo todos los ocupantes sobrevivieron y hubo un herido que se lastimó el tobillo.[2]